# Lev (cráter)
Lev es un diminuto  cráter de impacto ubicado en la parte sureste del Mare Crisium, en el lado este de la cara visible de la Luna. Se encuentra al sureste del cercano cráter Fahrenheit, mucho más grande. También se encuentra entre este último cráter y Dorsa Harker, una cresta sinuosa. Más al sureste se halla el Mons Usov.
|  |

El cráter se denominó Lev (la forma rusa de un nombre masculino de origen hebreo), según una resolución aprobada por la Unión Astronómica Internacional el 29 de marzo de 2012.
Actualmente, Lev es el cráter lunar con nombre propio más pequeño, con un diámetro de tan solo 60 metros. Su profundidad es de unos 10 metros. Al noroeste de este cratercillo se localiza el lugar de aterrizaje de la nave espacial Luna 24.

## Referencias

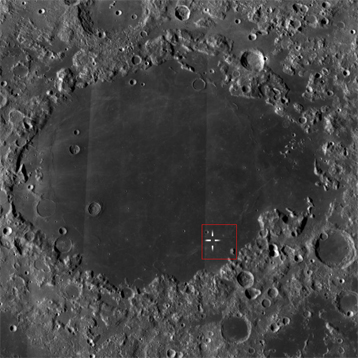
Localización de Lev (punto dentro del cuadrado rojo), cerca de la costa sureste del Mare Crisium